# Socratea exorrhiza

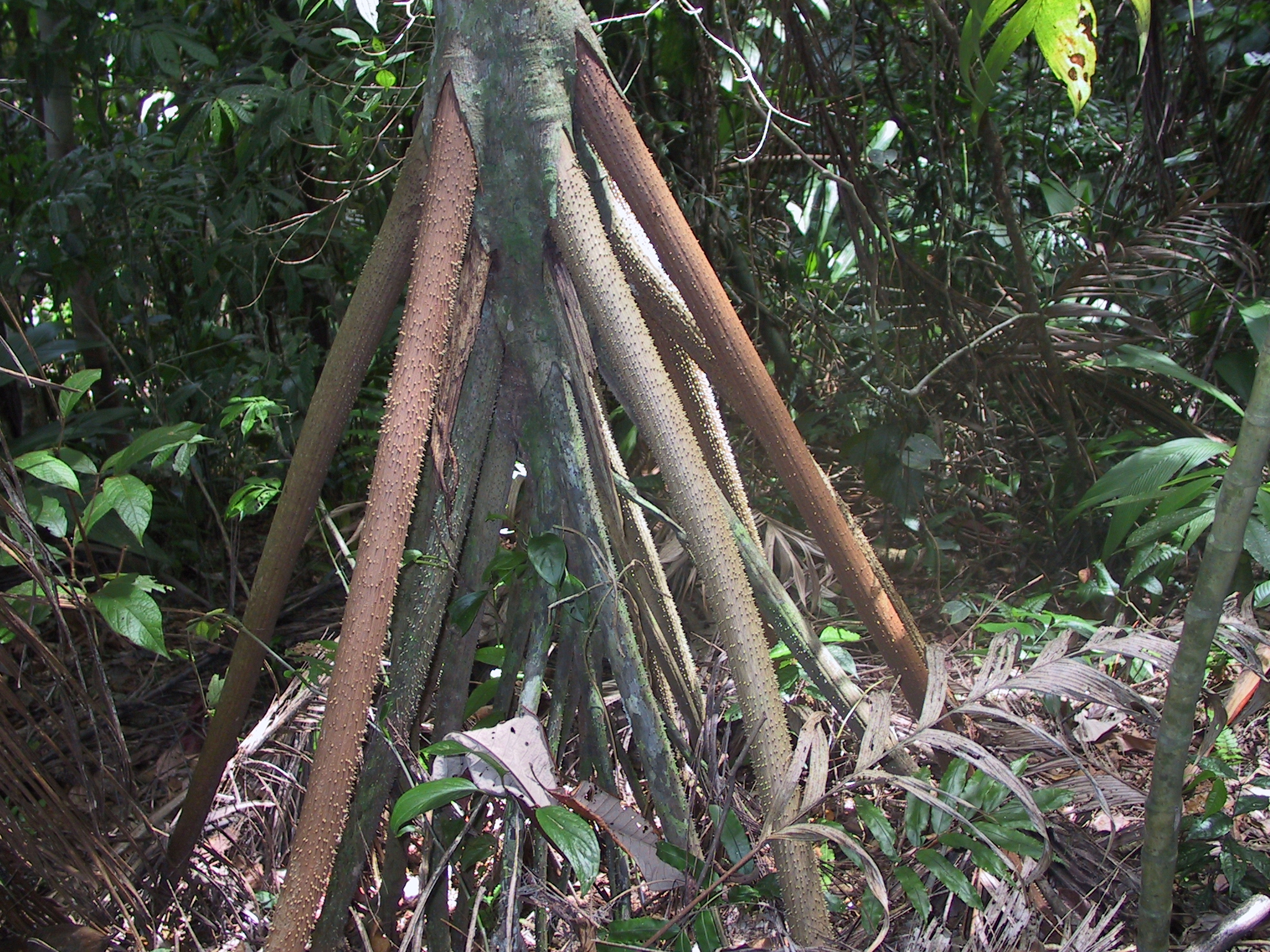
De plankwortels van de Socratea exorrhiza

De Socratea exorrhiza is een boom uit de palmenfamilie die voorkomt in de regenwouden van Centraal- en Zuid-Amerika. 
De boom wordt ook wel Wandelpalm genoemd vanwege haar bijzonder plankwortels waar deze op steunt. Deze wortels sterven af en groeien op een andere plek weer aan en volgens een nooit aangetoonde theorie zou de boom zich hierdoor langzaam kunnen verplaatsen. Dit biedt haar de mogelijkheid om zich van een andere boom weg te verplaatsen of vruchtbaarder grond op te zoeken.
De boom kan tot vijfentwintig meter hoog worden.